# Marian Oleś

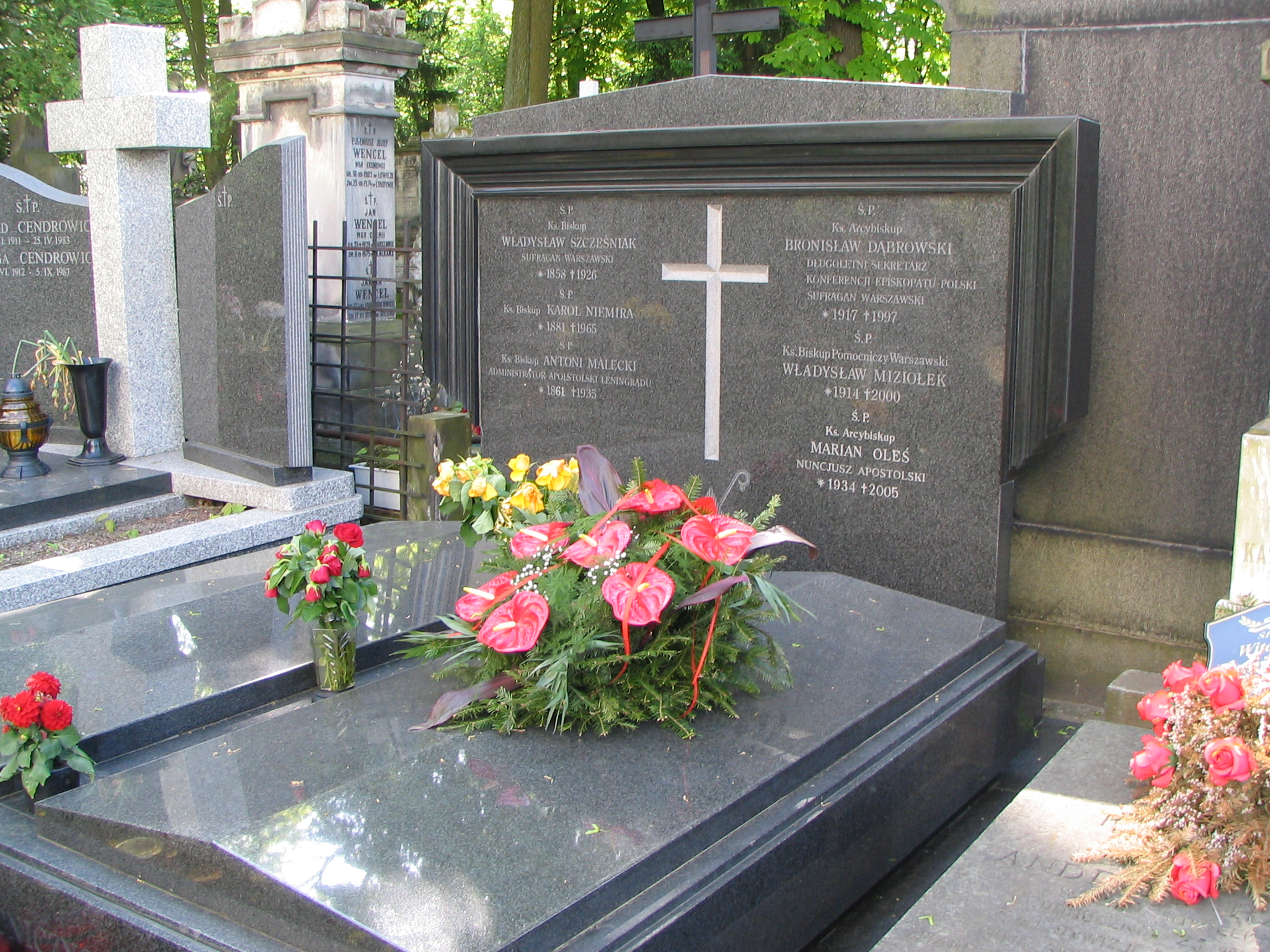
Grab von Erzbischof Marian Oleś auf dem Powązki-Friedhof in Warschau (2008)

Marian Oleś (* 8. Dezember 1934 in Miastkowo; † 24. Mai 2005 in Warschau) war ein polnischer Geistlicher, römisch-katholischer Erzbischof und Diplomat des Heiligen Stuhls.

## Leben
Marian Oleś empfing am 9. Juli 1961 das Sakrament der Priesterweihe.
Am 28. November 1987 ernannte ihn Papst Johannes Paul II. zum Titularerzbischof von Ratiaria und bestellte ihn zum Apostolischen Pro-Nuntius im Irak und in Kuwait. Papst Johannes Paul II. spendete ihm am 6. Januar 1988 die Bischofsweihe; Mitkonsekratoren waren der Sekretär der Kongregation für die Bischöfe, Kurienerzbischof Giovanni Battista Re, und der Offizial im Staatssekretariat des Heiligen Stuhls, Eduardo Martínez Somalo. 1991 trat Oleś als Apostolischer Pro-Nuntius in Kuwait zurück. Am 9. April 1994 bestellte ihn Johannes Paul II. zum Apostolischen Nuntius in Kasachstan, Kirgisistan und Usbekistan. Marian Oleś wurde am 28. Dezember 1996 zudem Apostolischer Nuntius in Tadschikistan. Am 11. Dezember 2001 ernannte ihn Johannes Paul II. zum Apostolischen Nuntius in Mazedonien und Slowenien.
Oleś trat am 1. Mai 2002 als Apostolischer Nuntius in Mazedonien und Slowenien zurück.